# استیون اریکسون
استیون اریکسون (انگلیسی: Steven Erikson؛ زادهٔ ۷ اکتبر ۱۹۵۹) یک انسان‌شناس، پدیدآور و رمان نویس اهل کانادا است. معروفترین کار او ده گانه سقوط امپراتوری مالازان است که تا سال ۲۰۱۲ بیش از یک میلیون نسخه در سراسر جهان فروخته بود.

## مجموعه‌های سقوط امپراتوری مالازان
| #  | عنوان                | اولین انتشار   |
| -- | -------------------- | -------------- |
| ۱  | باغ‌های مهتاب         | ۱ آورین ۱۹۹۹   |
| ۲  | درگاه‌های منزلگاه مرگ | ۱ سپتامبر ۲۰۰۰ |
| ۳  | خاطرات یخ            | ۶ دسامبر ۲۰۰۱  |
| ۴  | منزلگاه زنجیرها      | ۲ دسامبر ۲۰۰۲  |
| ۵  | امواج نیمه‌شب         | ۱ مارس ۲۰۰۴    |
| ۶  | The Bonehunters      | ۱ مارس ۲۰۰۶    |
| ۷  | Reaper's Gale        | ۷ می ۲۰۰۷      |
| ۸  | Toll the Hounds      | ۳۰ ژوئن ۲۰۰۸   |
| ۹  | Dust of Dreams       | ۱۸ اوت ۲۰۰۹    |
| ۱۰ | The Crippled God     | ۱۵ فوریه ۲۰۱۱  |
|    |                      |                |